# 別院前停留場
別院前停留場（日语：／ Betsuin-mae teiryūjō */?），又稱別院前電車站，是位於廣島縣廣島市中區寺町，廣島電鐵橫川線的電車站。車站編號為Y3。

## 歷史
在1917年（大正6年），此電車站是在橫川線開通時啟用。當時的電車站名為橫川橋停留場（日语：／），在大正末期電車站改名為「別院前停留場」。「別院前」的名稱是取自電車站鄰近本願寺廣島別院。
而電車站舊稱是取自此電車站與鄰站橫川一丁目停留場（開業當時名為光隆寺前停留場）之間路軌越過的天滿川的橋樑名稱。當時橫川線的路軌不是與行車路共用，而是獨立敷設的專用軌道，而橫跨天滿川橋樑是軌道專用。在1938年（昭和13年），由於建設都市計劃道路，因此橫川線由使用專用路軌變為行走在共用行車道上，但是橋樑仍然是軌道專用，軌道橋樑兩側為道路橋樑。
在1945年（昭和20年）8月6日，廣島市被投下原子彈，橫川線全線不能通行。軌道橋樑被原子彈爆炸後，於9月由於颱風艾達吹襲而吹毀。在同年尾，橫川線十日市町至此電車站重開。在3年後的1948年（昭和23年），此電車站至橫川站之間重開。隨後，於1958年（昭和33年）建設了道路與路軌共用的橋樑，現時名為橫川新橋。
- 1917年（大正6年）11月1日 - 橫川線全線開通，此站啟用。當時電車站名為橫川橋停留場[1]。
- 1921年（大正10年）以前 - 電車站改名為別院前停留場[3]。
- 1945年（昭和20年）
  - 8月6日 - 廣島市被投下原子彈，使橫川線不能通行[1]。
  - 9月17日 - 受到颱風艾達吹襲，專用橋樑被吹毀[1]。
  - 12月26日 - 橫川線十日市町至此電車站重開[1]。
- 1948年（昭和23年）12月18日 - 軌道專用橋重開，此電車站至橫川之間重開，橫川線全線重開[1]。

## 電車站構造
電車站是建造在共用行車道上。電車站設有2面2線的相對式低地台月台，路線向南北兩邊延伸。電車線東邊是十日市町方向的上行月台，西邊是橫川站方向的下行月台。
整個月台都設有上蓋。月台上設有長椅、斜度和扶手。

### 運行系統
此電車站是橫川線電車站之一。7、8系統會駛入此站。
| 下行月台 | 8號線 · 8號線 | 前往橫川站     |                |
| 上行月台 | 7號線         | 前往廣電本社前 | 前往廣電本社前 |
| 上行月台 | 8號線         | 前往江波       |                |

## 電車站周邊
電車站附近都是住宅區。從電車站向北邊和西邊步行一段距離可到達天滿川，向東邊步行一段距離可到達舊太田川（本川）。向東北方步行一段距離可到達兩條河流的分支點。電車站南邊直至寺町停留場前一帶的東邊設有許多寺院。
- 本願寺廣島別院（日语：本願寺広島別院） - 淨土真宗本願寺派所屬的別院
- 橫川新橋（日语：横川新橋）
- 廣島國際交流會館
- 廣島縣看護協會會館
- 廣島縣公眾衛生會館
- 廣島縣環境保健協會
- 別院前巴士站 - 停靠的巴士路線包括廣島巴士（日语：広島バス）22號線（日语：広島バス#22号線（横川線））和JR巴士廣濱線（日语：広浜線）。

## 相鄰電車站
廣島電鐵
■橫川線
寺町（Y2）－別院前（Y3）－橫川一丁目（Y4）

## 注腳
1. 1 2 3 4 5 6 7 8 9  《広電が走る街 今昔》150-157頁
2. 1 2 3 4 5 6  《広電が走る街 今昔》106-108頁
3. 1 2  今尾惠介（監修）. . 11 中国四国. 新潮社. 2009: 38. ISBN 978-4-10-790029-6.
4. 1 2 3  川島令三. . 【図説】 日本の鉄道. 第7巻 広島エリア. 講談社. 2012: 13・83頁. ISBN 978-4-06-295157-9 （日语）.
5. ↑  川島令三.  中国篇 2. 草思社. 2009: 103・107頁. ISBN 978-4-7942-1711-0.

## 外部連結
- 別院前 | 電車情報：電停指南 （页面存档备份，存于）（日語） - 廣島電鐵